# Vorhalt (Musik)
Vorhalt bezeichnet in der Harmonielehre einen akkordfremden Nebenton, der
- auf einer betonten Taktposition steht,
- dissonant ist oder zumindest als auffassungsdissonant betrachtet wird,
- in der Regel als „vorgehaltener“ Ton an die Stelle des „vorenthaltenen“ akkordeigenen Tons tritt,
- und in der Regel durch einen Sekundschritt (zumeist abwärts, seltener aufwärts, ausnahmsweise auch durch einen Sprung) in den vorenthaltenen Akkordton geführt wird. Diese Bewegung wird Auflösung genannt.

Damit verwandt sind die suspended chords im Jazz: Akkorde mit Vorhalten, die sich nicht unbedingt auflösen müssen. 

## Varianten

### Theorie
Unterschieden wird zwischen Vorhalten, die „vorbereitet“ sind (Notenbeispiel a), und solchen, die als sog. „freier Vorhalt“ (Notenbeispiel b) „frei eintreten“. Vorbereitete Vorhalte entstammen dem kontrapunktischen Konzept der Synkopendissonanz: Der betreffende Ton ist im vorausgehenden Akkord in der gleichen Stimme enthalten und wird häufig übergebunden. Dies kommt in der Bezeichnung vorbereiteter Vorhalte in manchen Sprachen als „Verspätung“ oder „Verzögerung“ zum Ausdruck (z. B. französisch retard). Bei freien Vorhalten fehlt eine solche Vorbereitung. Sie sind mit der Appoggiatura verwandt.
Manche Harmonielehren unterscheiden außerdem einen „halbfreien“ bzw. „halbvorbereiteten“ Vorhalt, wenn der Vorhaltston im vorangehenden Akkord in einer anderen Stimme lag (Notenbeispiel c). Weiter wird manchmal ein „echter“ Vorhalt, dessen Auflösungston im Akkord noch fehlt, unterschieden von einem  „unechten“, bei dem der vorgehaltene Ton gleichzeitig mit dem Auflösungston erklingt.
Benannt werden Vorhalte nach dem Intervall zum Grundton des Akkords, in dem sie auftreten: Sekundvorhalt (geht aufwärts zum Terzton des Akkords), Quartvorhalt, Sextvorhalt, Septimvorhalt, Nonenvorhalt (geht abwärts zum Akkordgrundton).
Vorhalte können in verschiedenen Stimmen gleichzeitig auftreten (doppelter Vorhalt, dreifacher Vorhalt usw.).
Zwischen einem Vorhalt und seiner Auflösung können Töne eingeschoben werden (Diminution).

### Beispiele

#### Vorbereiteter Quartvorhalt
Johann Abraham Peter Schulz: Der Mond ist aufgegangen, Schluss:

#### Freier Quartvorhalt (oder betonter Durchgang)
Happy Birthday, T. 5–6:

#### Freier Quartsextvorhalt
Joseph Haydn: Gott! erhalte, Hob. XXVI a/43, Schluss:

## Sus-Akkorde ohne Auflösung
In Jazz, Pop und Rock ist die Bezeichnung suspended chord, abgekürzt sus chord (von englisch to suspend ‚aufschieben‘, ‚hängen lassen‘) für Akkorde mit Vorhalten üblich.
- sus4 (suspended fourth): Akkord mit Quarte anstatt Terz,
- sus2 (suspended second): Akkord mit Sekunde anstatt Terz.

Der Jazz entdeckte die spezielle Klangqualität von sus-Akkorden, deren Vorhaltston nicht aufgelöst wird. Sie werden als eigenständige Klänge verwendet. Ein prominentes Beispiel aus der Experimentierphase mit diesem Klang ist Maiden Voyage von Herbie Hancock, das ausschließlich sus4-Akkorde benutzt. Bei einer solchen Verwendung erscheint der Begriff „Vorhalt“ nicht mehr angemessen, sondern der Klang wird zu einer selbständigen Qualität (siehe auch Quartenakkord).
Besonders gut eignen sich sus4- und sus2-Akkorde in pentatonischen Stücken, da sie Bestandteil dieser Skala sind.

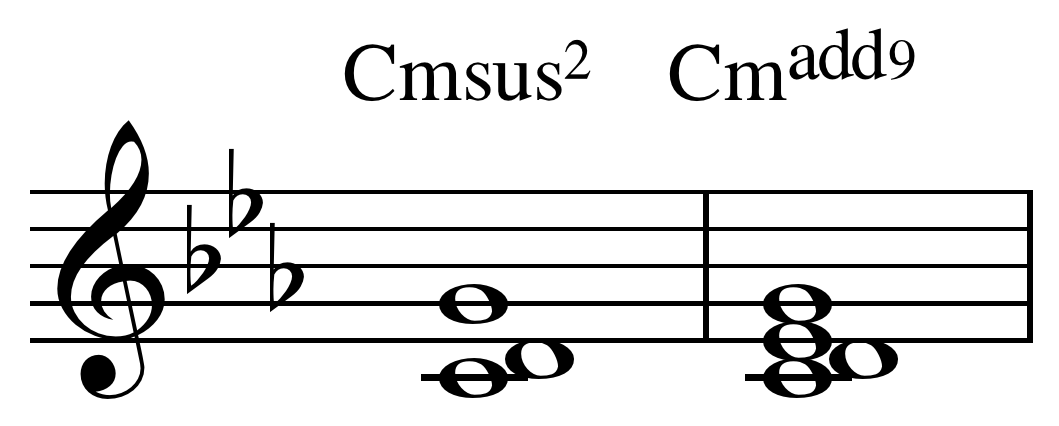
sus2- und add9-Akkord

Der sus2-Akkord darf nicht mit dem add9-Akkord verwechselt werden: Beim sus2 tritt die Sekunde an die Stelle der Terz, beim add9 dagegen wird die None dem Dreiklang hinzugefügt.